# Necydalis fujianensis
Necydalis fujianensis är en skalbaggsart som beskrevs av Tatsuya Niisato och Pu 1998. Necydalis fujianensis ingår i släktet stekelbockar, och familjen långhorningar. Inga underarter finns listade.